# Colobaea montana
Colobaea montana är en tvåvingeart som beskrevs av Knutson och Orth 1990. Colobaea montana ingår i släktet Colobaea och familjen kärrflugor.
Artens utbredningsområde är Montana. Inga underarter finns listade i Catalogue of Life.